# 1864 Daedalus
För andra betydelser, se Daidalos (olika betydelser).
1864 Daedalus eller 1971 FA är en Apollo-asteroid korsar både Mars och Jordens omloppsbanor, den upptäcktes 24 mars 1971 av den nederländsk-amerikanske astronomen Tom Gehrels vid Palomar-observatoriet. Den har fått sitt namn efter Daidalos i den grekiska mytologin.
Asteroiden har en diameter på ungefär 3 kilometer.